# Catocala sponsa
Catocala sponsa és una espècie de papallona nocturna de la subfamília Erebinae i la família Erebidae.

## Distribució
Es troba a Europa, nord d'Àfrica i Anatòlia fins al Caucas.

## Descripció
Fa 60-70 mm d'envergadura alar.
Els adults volen de juliol a setembre, depenent de la ubicació.

## Plantes nutrícies
Les larves alimenten de roure pènol.